# Forua
Forua – gmina w Hiszpanii, w prowincji Biskaja, w Kraju Basków, o powierzchni 7,94 km². W 2011 roku gmina liczyła 969 mieszkańców.